# Gualberto Villarroel
Pour les articles homonymes, voir Villarroel.
Gualberto Villarroel López, né le 15 décembre 1908 à Villa Rivero et mort le 21 juillet 1946 à La Paz, est un homme d'État bolivien, 46e président de la Bolivie, de 1943 à 1946, d'abord de facto puis démocratiquement élu.
Réformiste, il est parfois comparé à l'argentin Juan Perón, malgré une sympathie prétendue envers le fascisme. Sa présidence est marquée par la mise en place de mesures améliorant les conditions de vie des peuples indigènes de Bolivie et la situation des droits de la personne.
Contesté, autant des groupes socialistes que conservateurs, il perd violemment le pouvoir et la vie le 21 juillet 1946, au cours d’un soulèvement populaire encouragé par les États-Unis.

## Biographie

### Premières années
Gualberto Villarroel est né le 15 décembre 1908 à Muela (aujourd'hui Villa Rivero), ville de la province de Punata dans le département de Cochabamba. Il étudie dans sa région de 1913 à 1924.

Il continue ensuite ses études au Collège militaire de l'armée et obtient en 1928 le grade de sous-lieutenant. Trois ans plus tard, il accède au grade de lieutenant. L'institution est par ailleurs renommée en son nom en 1953 sous la présidence de Víctor Paz Estenssoro. 

Portrait présidentiel réalisé en 1954.

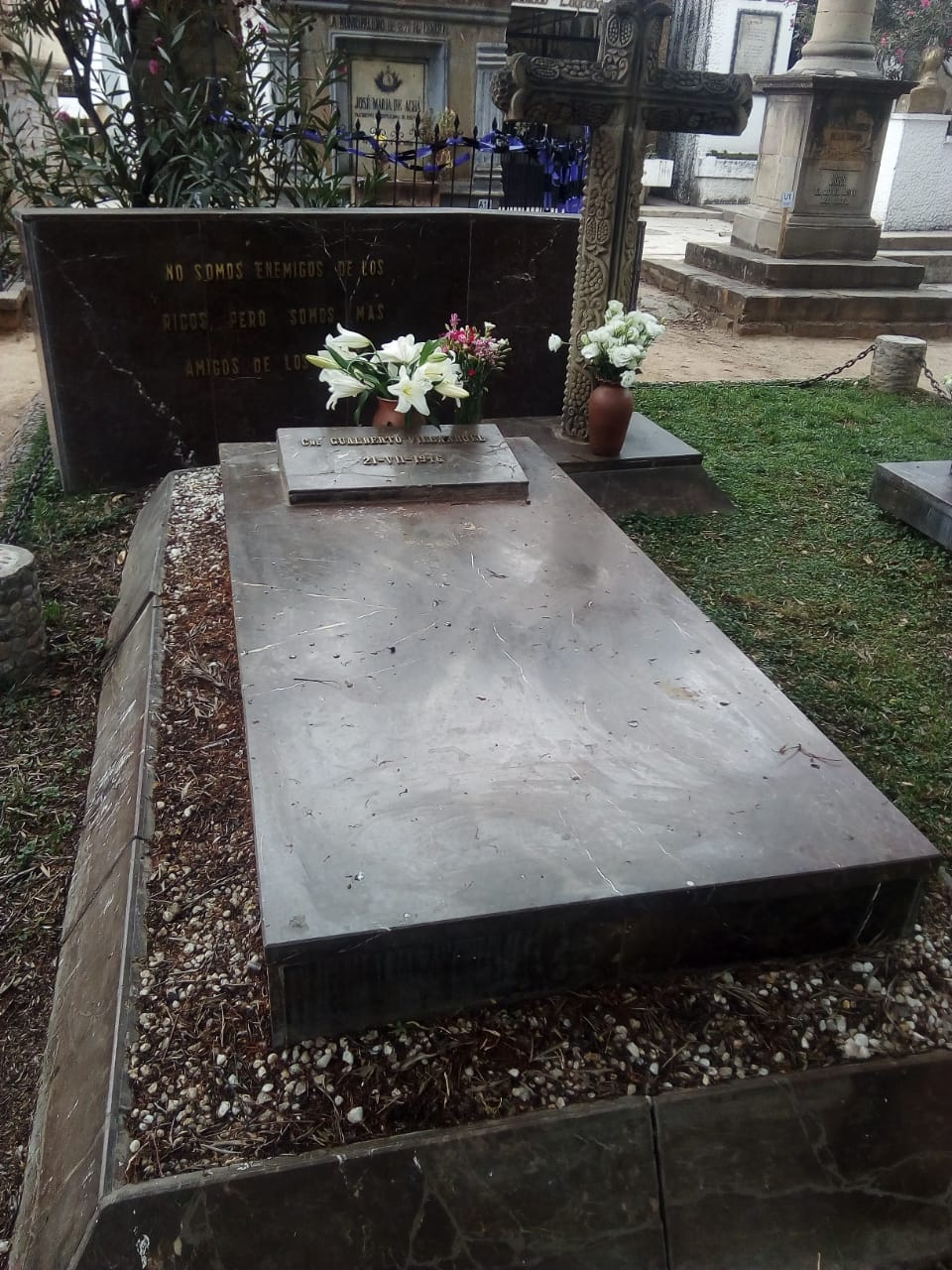
Sépulture à Cochabamba.

Il participe d'ailleurs en tant que militaire à la guerre du Chaco, contre le Paraguay, et devient à la fin de la guerre, un héros national, ce qui lui permet d'accéder au grade de capitaine en 1935.

### Présidence de la République
Villarroel accède à la présidence le 20 décembre 1943, à l'âge de 35 ans, faisant de lui l'un des plus jeunes titulaires de la fonction de président de la Bolivie (avec Antonio José de Sucre, Jorge Córdova et Germán Busch). À cette fin, il mène un coup d'État contre le président Enrique Peñaranda et devient donc président de facto du pays, à la suite d'une alliance entre son parti politico-militaire nationaliste, la Razón de Patria, et le Mouvement nationaliste révolutionnaire (MNR).
Dans un contexte post-seconde guerre mondiale, les deux organisations politiques donnaient l'image d'un pro-nazisme manifeste. Les États-Unis n'ont d'ailleurs pas reconnu le nouveau gouvernement qu'ils soupçonnaient nazi. Six mois plus tard, après y avoir envoyé des émissaires pour convaincre le département d'État, Villarroel obtient sa reconnaissance à la condition d'expulser du gouvernement certains membres ainsi que le MNR (qui préconisait une interdiction de l'immigration juive au pays) et d'expulser du pays les résidents japonais, italiens et allemands. Les relations entre les deux pays se sont ensuite améliorées.
Le départ du MNR ne sera que temporaire, ils réintégreront le gouvernement et y joueront un rôle important dans la mise sur pied de réformes, notamment dans celles visant à reprendre mettre fin à la cession des ressources minières, dont l'étain. De tels changements dans la société bolivienne, surtout préjudiciables aux intérêts de l'oligarchie du pays ont suscité beaucoup d'insatisfaction auprès de cette frange de la population. Villarroel est d'ailleurs victime d'une tentative de coup d'État en 1944 et la réponse du régime est brutale, plusieurs dirigeants politiques de l'opposition sont exécutés.
N'étant plus soutenu par la gauche bolivienne, qui déplorait la présence d'éléments « fascistes » au sein du gouvernement, celui-ci répond par des mesures répressives qui visaient autant les groupes conservateurs que socialistes. Certains milieux universitaires soupçonnent d'ailleurs le gouvernement dans la tentative d'assassinat du sociologue et dirigeant politique de gauche, José Antonio Arze, le 9 juillet 1944. Ce dernier avait d'ailleurs déjà été arrêté et emprisonné à la suite de désaccords qu'il avait eu avec le régime. Les milieux conservateurs, soutenus par le secteur minier, n'étaient pas épargnés. Le baron de l'étain, Moritz Hochschild, avait été arrêté par le gouvernement pour avoir tenté de déstabiliser le régime. Le jour de la levée des charges contre lui et de sa libération, le 30 juillet 1944, il est enlevé par des membres de la police nationale (rattachés au parti du président) durant 17 jours. Prenant acte de la pression internationale (notamment de l'Argentine, du Chili et des États-Unis), ses ravisseurs le relâchent finalement, après avoir conclu une entente.
Ces événements controversés ont contribué à l'ébranlement du gouvernement de Villarroel. Composé de plusieurs groupements représentant diverses aspirations et positions politiques, les tensions au sein du gouvernement étaient nombreuses et certains actes étaient posés par certains de ces groupements dans l'ignorance totale du président Vilarroel.
Durant cette même période, Villarroel organise des élections visant à mettre sur pied une assemblée constituante et à constitutionnaliser le rôle du président de facto. À la suite des élections de juin 1944, la composition du Congrès national est dominée par la gauche, ce qui marque une rupture avec le passé, où celui-ci était traditionnellement occupé par les membres d'une petite classe dirigeante. Le 6 août 1944, il est élu président de la République par les membres du Congrès, au terme d'un scrutin indirect, devenant donc son propre successeur, mais cette fois-ci élu démocratiquement.
Il entame donc une réforme constitutionnelle qui reconnaît notamment l'égalité juridique des enfants, l'union de fait et ses conséquences, la compétence syndicale et la retraite volontaire avec compensation. Celle-ci est finalement promulguée le 24 novembre 1945. La constitution demeure très similaire à celle promulguée en 1938 sous la présidence de Germán Busch, mais inclut certaines réformes législatives récemment adoptées.
Quelques mois après l'abrogation d'une loi qui empêchait les indigènes de marcher sur les principales places publiques de La Paz, le président convoque en mai 1945, le premier congrès indigène de Bolivie auquel assiste un total de 1 200 représentants indigènes de toute la Bolivie et leurs familles. Il s'agit du premier exercice du genre en Amérique latine.
De ce congrès, il s'est dégagé plusieurs résolutions, avalisées plus tard par le président Villarroel au moyen d'un décret suprême :
- Abolition du pongueaje (forme de travail forcé des indigènes en faveur des propriétaires fonciers)[a]
- Interdiction du travail personnel gratuit
- Octroi de terres en faveur des peuples indigènes
- Obligation pour les employeurs de créer des écoles pour l'éducation des enfants des peuples indigènes qui travaillent la terre
- Diverses lois visant la protection des indigènes

La promulgation de telles mesures suscite l'indignation de l'oligarchie bolivienne à l'égard du gouvernement. À cela s'ajoute, plusieurs groupes sociaux, dont de travailleurs, qui exercent leurs droits nouvellement acquis pour exiger davantage de concessions de la part du gouvernement.

### Assassinat
La répression, les chamboulements majeurs dans la vie sociale et politique bolivienne et les difficultés économiques qui ont aggravé l'inflation et le chômage des travailleurs ont contribué au sentiment d'insatisfaction grandissant à l'égard du gouvernement. Le 21 juillet 1946, en pleine révolte populaire, une foule est entrée dans le palais présidentiel pour y trouver le président, l'emmener hors du palais jusque sur la place y faisant face pendant qu'il était poignardé et cruellement battu. Sa dépouille, ainsi que celles de trois de ses collaborateurs, ont été accrochées aux lanternes de la Plaza Murillo,.
Il est enterré à Cochabamba et déclaré martyr de la Révolution nationale par décret suprême en 1952.
Le président Villarroel demeure connu pour une phrase qu'il a prononcé : « Je ne suis pas un ennemi des riches, mais je suis davantage un ami des pauvres ».